# Jean Carmet
Jean Gabriel Edmond Carmet, född 25 april 1920 i Bourgueil, Centre-Val de Loire, död 20 april 1994 i Sèvres, Île-de-France, var en fransk skådespelare.

## Utmärkelser
Carmet har bland annat vunnit en Heders-César samt två Césarpris för bästa manliga biroll för sina insatser.

## Roller i urval
- 1942 – Nattens gäster
- 1945 – Paradisets barn
- 1947 – Inferno
- 1951 – Knock
- 1961 – Den vackra amerikanskan
- 1962 – Korpralen
- 1963 – Steg för steg
- 1965 – Les bons vivants
- 1965 – Hämnd på tjallare
- 1968 – Pang pang-bruden
- 1969 – Une veuve en or
- 1972 – Les Malheurs d'Alfred
- 1972 – Den långe blonde med en svart doja
- 1974 – Le Retour du grand blond
- 1976 – Seger under sång
- 1978 – Violette - giftmörderskan
- 1979 – Paris Killer
- 1982 – Les Misérables
- 1986 – Ett rån för mycket
- 1990 – Nyckeln till Provence del 2
- 1993 – Germinal